# Tor Hagbø
Tor Gunnar Hagbø (13 gennaio 1960) è un ex calciatore norvegese, di ruolo difensore.

## Carriera

### Club
Hagbø giocò nel Molde dal 1978 al 1990, di cui 116 nella massima divisione.